# Liste des adjudants-généraux de l'armée américaine

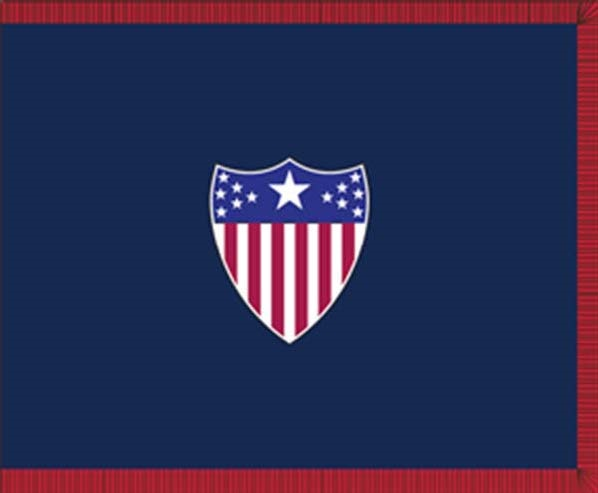
Drapeau de l'adjudant-général de l'armée américaine

Cette liste des adjudants-généraux de l'armée américaine  (US Army) présente le chef de l'administration de l'Armée, de 1775 à aujourd'hui.

## Liste
| Image                                  | Grade              | Non                   | Date de début      | Date de fin       | Notes                        |
| -------------------------------------- | ------------------ | --------------------- | ------------------ | ----------------- | ---------------------------- |
| Horatio Gates                          | Major General      | Horatio Gates         | 17 juin 1775       | 5 juin 1776       | [ 1 ]                        |
| Joseph Reed                            | Colonel            | Joseph Reed           | 5 juin 1776        | 22 janvier 1777   | [ 1 ]                        |
| Arthur St. Clair                       | Brigadier General  | Arthur St. Clair      | 22 janvier 1777    | 20 février 1777   | Adjudant général par intérim |
| George Weedon                          | Brigadier General  | George Weedon         | 20 février 1777    | 19 avril 1777     | Adjudant général par intérim |
|                                        | Colonel            | Morgan Connor         | 19 avril 1777      | 18 juin 1777      | [ 1 ]                        |
| Timothy Pickering                      | Colonel            | Timothy Pickering     | 18 juin 1777       | 5 janvier 1778    | [ 1 ]                        |
| Alexander Scammel                      | Colonel            | Alexander Scammel     | 5 janvier 1778     | 1er janvier 1781  | [ 1 ]                        |
|                                        | Brigadier General  | Edward Hand           | 8 janvier 1781     | 3 novembre 1783   | [ 1 ]                        |
| William North                          | Major              | William North         | 5 novembre 1783    | 28 octobre 1787   | [ 1 ]                        |
| Ebenezer Denny                         | Lieutenant         | Ebenezer Denny        | 28 octobre 1787    | 7 novembre 1790   | Adjudant général par intérim |
| John Pratt                             | Lieutenant         | John Pratt            | 7 novembre 1790    | 4 septembre 1791  | Adjudant général par intérim |
| Winthrop Sargent                       | Lieutenant-colonel | Winthrop Sargent      | 4 septembre 1791   | 4 novembre 1791   | Adjudant général par intérim |
| Ebenezer Denny                         | Lieutenant         | Ebenezer Denny        | 4 novembre 1791    | 10 mars 1792      | Adjudant général par intérim |
|                                        | Lieutenant         | Henry De Butts        | 10 mars 1792       | 23 février 1793   | Adjudant général par intérim |
|                                        | Major              | Michael Rudolph       | 23 février 1793    | 17 juillet 1793   | Adjudant général par intérim |
|                                        | Captain            | Edward Butler         | 18 juillet 1793    | 13 mai 1794       | Adjudant général par intérim |
|                                        | Major              | John Mills            | 13 mai 1794        | 27 février 1796   | Adjudant général par intérim |
|                                        | Major              | Jonathan Haskell      | 27 février 1796    | 1er août 1796     | Adjudant général par intérim |
|                                        | Captain            | Edward Butler         | 1er août 1796      | 27 février 1797   | Adjudant général par intérim |
|                                        | Major              | Thomas H. Cushing     | 27 février 1797    | 19 juillet 1798   | Adjudant général par intérim |
| William North                          | Lieutenant-colonel | William North         | 19 juillet 1798    | 15 juin 1800      | [ 1 ]                        |
|                                        | Lieutenant-colonel | Thomas H. Cushing     | 15 juin 1800       | 2 avril 1807      | [ 1 ]                        |
|                                        | Major              | Abimael Y. Nicoll     | 2 avril 1807       | 28 avril 1812     | [ 1 ]                        |
| Alexander Macomb                       | Lieutenant-colonel | Alexander Macomb      | 28 avril 1812      | 6 juillet 1812    | Adjudant général par intérim |
|                                        | Brigadier General  | Thomas H. Cushing     | 6 juillet 1812     | 12 mars 1813      | [ 1 ]                        |
| Zebulon Pike                           | Brigadier General  | Zebulon Pike          | 12 mars 1813       | 27 avril 1813     | [ 1 ]                        |
|                                        |                    | vacant                | 27 avril 1813      | 19 mai 1814       | [ 1 ]                        |
| William H. Winder                      | Brigadier General  | William H. Winder     | 19 mai 1814        | 2 juillet 1814    | [ 1 ]                        |
| Daniel Parker                          | Brigadier General  | Daniel Parker         | 22 novembre 1814   | 1er juin 1821     | [ 1 ]                        |
| James Gadsden                          | Colonel            | James Gadsden         | 13 août 1821       | 22 mars 1822      | [ 1 ]                        |
| Charles J. Nourse                      | Captain            | Charles J. Nourse     | 8 mai 1822         | 7 mars 1825       | Adjudant général par intérim |
| Roger Jones                            | Colonel            | Roger Jones           | 7 mars 1825        | 15 juillet 1852   | [ 1 ]                        |
| Samuel Cooper                          | Colonel            | Samuel Cooper         | 15 juillet 1852    | 7 mars 1861       | [ 1 ]                        |
| Lorenzo Thomas                         | Brigadier General  | Lorenzo Thomas        | 7 mars 1861        | 22 février 1869   | [ 1 ]                        |
| Edward D. Townsend                     | Brigadier General  | Edward D. Townsend    | 22 février 1869    | 15 juin 1880      | [ 1 ]                        |
| Richard C. Drum                        | Brigadier General  | Richard C. Drum       | 15 juin 1880       | 28 mai 1889       | [ 1 ]                        |
| John C. Kelton                         | Brigadier General  | John C. Kelton        | 7 juin 1889        | 24 juin 1892      | [ 1 ]                        |
| Robert Williams                        | Brigadier General  | Robert Williams       | 5 juillet 1892     | 5 novembre 1893   | [ 1 ]                        |
| George D. Ruggles                      | Brigadier General  | George D. Ruggles     | 6 novembre 1893    | 11 septembre 1897 | [ 1 ]                        |
| Samuel Breck                           | Brigadier General  | Samuel Breck          | 11 septembre 1897  | 25 février 1898   | [ 1 ]                        |
| Henry C. Corbin                        | Major General      | Henry C. Corbin       | 25 février 1898    | 23 avril 1904     | ,                            |
| Fred C. Ainsworth                      | Major General      | Fred C. Ainsworth     | 23 avril 1904      | 16 février 1912   | [ 2 ]                        |
|                                        | Brigadier General  | William P. Hall       | 17 février 1912    | 11 juin 1912      | [ 2 ]                        |
| George Andrews                         | Brigadier General  | George Andrews        | 5 août 1912        | 27 août 1914      | [ 2 ]                        |
| Henry P. McCain                        | Major General      | Henry P. McCain       | 27 août 1914       | 27 août 1918      | [ 2 ]                        |
| Peter C. Harris                        | Major General      | Peter C. Harris       | 1er septembre 1918 | 31 août 1922      | [ 2 ]                        |
| Robert C. Davis                        | Major General      | Robert C. Davis       | 1er septembre 1922 | 1er juillet 1927  | [ 2 ]                        |
|                                        | Major General      | Lutz Wahl             | 2 juillet 1927     | 30 décembre 1928  | [ 2 ]                        |
| Charles H. Bridges                     | Major General      | Charles H. Bridges    | 31 décembre 1928   | 1er février 1933  | [ 2 ]                        |
| James Fuller McKinley                  | Major General      | James F. McKinley     | 2 février 1933     | 31 octobre 1935   | [ 2 ]                        |
| Edgar T. Conley                        | Major General      | Edgar T. Conley       | 1er novembre 1935  | 30 avril 1938     | [ 2 ]                        |
|                                        | Major General      | Emory S. Adams        | 1er mai 1938       | 28 février 1942   | [ 2 ]                        |
| James A. Ulio                          | Major General      | James A. Ulio         | 1er mars 1942      | 31 janvier 1946   | [ 2 ]                        |
| Edward F. Witsell                      | Major General      | Edward F. Witsell     | 1er février 1946   | 30 juin 1951      | [ 2 ]                        |
|                                        | Major General      | William E. Bergin     | 1er juillet 1951   | 31 mai 1954       | [ 2 ]                        |
|                                        | Major General      | John A. Klein         | 1er juin 1954      | 31 décembre 1956  | [ 2 ]                        |
|                                        | Major General      | Herbert M. Jones      | 1er janvier 1957   | 31 octobre 1958   | [ 2 ]                        |
|                                        | Major General      | Robert V. Lee         | 1er novembre 1958  | 30 septembre 1961 | [ 2 ]                        |
|                                        | Major General      | Joe C. Lambert        | 1er octobre 1961   | 31 juillet 1966   | [ 2 ]                        |
|                                        | Major General      | Kenneth G. Wickham    | 1966               | 1971              | [ 3 ]                        |
|                                        | Major General      | Verne L. Bowers       | 1971               | 1975              | [ 3 ]                        |
|                                        | Major General      | Paul T. Smith         | 1975               | 1977              | [ 3 ]                        |
|                                        | Major General      | James C. Pennington   | 1977               | 1981              | [ 3 ]                        |
| Robert M. Joyce                        | Major General      | Robert M. Joyce       | 1981               | 1984              | [ 4 ]                        |
| Donald J. Delandro                     | Brigadier General  | Donald J. Delandro    | 1984               | 1985              | [ 4 ]                        |
| Mildred E. Hedberg                     | Brigadier General  | Mildred E. Hedberg    | 1985               | 1986              | [ 4 ]                        |
| R. L. Dilworth                         | Brigadier General  | Robert L. Dilworth    | 1986               | 1988              | [ 4 ]                        |
| Brigadier General William J. Meehan II | Brigadier General  | William J. Meehan II  | 1988               | 1990              | [ 4 ]                        |
| Thomas F. Sikora                       | Brigadier General  | Thomas F. Sikora      | 1990               | 1991              | [ 4 ]                        |
| Patricia P. Hickerson                  | Brigadier General  | Patricia P. Hickerson | 1991               | 1994              | [ 4 ]                        |
| Stephen R. Smith                       | Brigadier General  | Stephen R. Smith      | 1994               | 1995              | [ 4 ]                        |
| Earl M. Simms                          | Brigadier General  | Earl M. Simms         | 1995               | 1998              | [ 4 ]                        |
| Kathryn G. Frost                       | Brigadier General  | Kathryn G. Frost      | 1998               | 2002              | [ 4 ]                        |
| Gina S. Farrisee                       | Brigadier General  | Gina S. Farrisee      | 2002               | 2004              | [ 4 ]                        |
| E. Eric Porter                         | Brigadier General  | Ernest E. Porter      | 2004               | 2006              | [ 4 ]                        |
| Reuben D. Jones                        | Brigadier General  | Reuben D. Jones       | 2006               | 8 juillet 2009    | ,                            |
| Richard P. Mustion                     | Brigadier General  | Richard P. Mustion    | 8 juillet 2009     | 28 juillet 2011   | ,                            |
| Jason T. Evans                         | Brigadier General  | Jason T. Evans        | 28 juillet 2011    | 11 mars 2013      | ,                            |
| David K. MacEwen                       | Brigadier General  | David K. MacEwen      | 11 mars 2013       | 20 mars 2015      | ,                            |
| James T. Iacocca                       | Brigadier General  | James T. Iacocca      | 20 mars 2015       | 21 septembre 2017 | ,                            |
| Robert W. Bennett Jr.                  | Brigadier General  | Robert W. Bennett Jr. | 21 septembre 2017  | 7 juillet 2020    | [ 9 ]                        |
| Hope C. Rampy                          | Brigadier General  | Hope C. Rampy         | 7 juillet 2020     | 30 juin 2022      | [ 10 ]                       |
| Gregory S. Johnson                     | Brigadier General  | Gregory S. Johnson    | 30 juin 2022       | Titulaire         | [ 11 ]                       |

## Sources
- (en) Cet article est partiellement ou en totalité issu de l’article de Wikipédia en anglais intitulé « List of Adjutants General of the United States Army » (voir la liste des auteurs).